# Związek Żołnierzy Narodowych Sił Zbrojnych
Związek Żołnierzy Narodowych Sił Zbrojnych – organizacja kombatancka skupiająca byłych żołnierzy Narodowych Sił Zbrojnych, ale także Narodowej Organizacji Wojskowej (konspiracyjna organizacja wojskowa Stronnictwa Narodowego powstała 13 października 1939 roku), Związku Jaszczurczego (konspiracyjna organizacja wojskowa przedwojennego Obozu Narodowo-Radykalnego), z których połączenia powstały Narodowe Siły Zbrojne w roku 1942, Narodowego Zjednoczenia Wojskowego (konspiracyjna organizacja wojskowa Stronnictwa Narodowego powstała po upadku powstania warszawskiego, której podporządkowały się resztki NSZ w roku 1947) oraz spadkobierców i kontynuatorów tradycji narodowego podziemia. W przeciwieństwie do innych organizacji kombatanckich, Związek przyjmuje w swoje szeregi wiele młodych osób, wyznających ideały narodowe.
Działalność Związku Żołnierzy Narodowych Sił Zbrojnych została zapoczątkowana 25 marca 1990, kiedy w Lublinie odbyły się uroczystości upamiętniające żołnierzy NSZ zamordowanych w 1946. Organizacja prowadzi m.in. działalność ideowo-wychowawczą, wydawniczą i edukacyjną, prowadzi działania na rzecz upamiętniania żołnierzy narodowego podziemia. Organizacja przyznaje Odznaczenie 70-lecia NSZ. Ze związkiem współpracują Grupy Rekonstrukcji Historycznych NSZ oraz organizacje narodowe, takie jak Ruch Narodowy, Młodzież Wszechpolska czy Obóz Narodowo-Radykalny. Inicjatywą tych organizacji jest coroczny Marsz Niepodległości, któremu od roku 2010 patronuje Związek Żołnierzy Narodowych Sił Zbrojnych. W 2012 ZŻNSZ współtworzył Społeczny Komitet Obchodów Narodowego Dnia Pamięci „Żołnierzy Wyklętych”.

## Władze
W ramach Związku Żołnierzy Narodowych Sił Zbrojnych funkcjonuje Zarząd Główny, Rada Naczelna, władze okręgowe oraz Rada Historyczna.
Prezesi
- Bohdan Szucki (1990–2008);
- Artur Zawisza (2008–2011);
- Zbigniew Kuciewicz (2011–2015)[3];
- Karol Wołek (2015 - 2024)
- Mariusz Charubin (od 2024)[4]

Zarząd Główny
- Mariusz Charubin – Prezes,
- Dariusz Syrnicki – Wiceprezes
- Grzegorz Kozak – wiceprezes
- Dawid Niedbała – skarbnik
- Bogdan Ścibut – sekretarz
- Damian Kowalewski
- Ireneusz Pająk
- Rafał Korzeniewski

Rada Naczelna
- Alicja Siałkowska – przewodnicząca
- ppłk Stanisław Wierzchucki ps. “Błyskawica” – wiceprzewodniczący
- Łukasz Suchanowski – sekretarz
- ppor. Leopold Dmochowski ps. „Sęk” (NZW)
- prof. Robert Głębocki
- Lesław Gierczuk
- Jacek Gierwatowski
- Damian Matela-Libera

Rada Historyczna
- dr Rafał Drabik
- Michał Gruszczyński
- dr hab. Krzysztof Kaczmarski
- dr Rafał Sierchuła
- Leszek Żebrowski

Główna Komisja Rewizyjna
- Wojciech Rowiński
- Jarosław Szydłowski
- Marek Jaskuła

Główny Sąd Koleżeński
- Michał Kubiak
- Janusz Niewiarowski
- Aleksander Bujak
- Grażyna Kurek
- Mateusz Sapór